# Màxims golejadors de la lliga txecoslovaca de futbol
Llista dels màxims golejadors de la lliga txecoslovaca de futbol.
| Temporada | Jugador (Club)                                                      | Gols                       |
| --------- | ------------------------------------------------------------------- | -------------------------- |
| 1925      | Jan Vaník (Slavia Praha)                                            | 16                         |
| 1925/26   | Jan Dvořáček (Sparta Praha)                                         | 32                         |
| 1927      | Antonín Puč (Slavia Praha) Josef Šíma (Slavia Praha)                | 13                         |
| 1927/28   | Karel Meduna (Viktoria Zizkov)                                      | 12                         |
| 1928/29   | Antonín Puč (Slavia Praha)                                          | 13                         |
| 1929/30   | František Kloz (SK Kladno)                                          | 15                         |
| 1930/31   | Josef Silný (Sparta Praha)                                          | 18                         |
| 1931/32   | Raymond Braine (Sparta Praha)                                       | 16                         |
| 1932/33   | Gejza Kocsis (Bohemians Praha)                                      | 23                         |
| 1933/34   | Jiří Sobotka (Slavia Praha) Raymond Braine (Sparta Praha)           | 18                         |
| 1934/35   | František Svoboda (Slavia Praha)                                    | 27                         |
| 1935/36   | Vojtěch Bradáč (Slavia Praha)                                       | 42                         |
| 1936/37   | František Kloz (SK Kladno)                                          | 28                         |
| 1937/38   | Josef Bican (Slavia Praha)                                          | 22                         |
| 1939-45   | No es disputà el campionat                                          | No es disputà el campionat |
| 1945/46   | Josef Bican (Slavia Praha)                                          | 31                         |
| 1946/47   | Josef Bican (Slavia Praha)                                          | 43                         |
| 1947/48   | Jaroslav Cejp (Sparta Praha)                                        | 21                         |
| 1949      | Ladislav Hlaváček (Slavia Praha)                                    | 28                         |
| 1950      | Josef Bican (FC Vítkovice)                                          | 22                         |
| 1951      | Josef Majer (Svit Gottwaldow) Alois Jaroš (Vodotechna Teplice)      | 16                         |
| 1952      | Miroslav Wiecek (Banik Ostrava)                                     | 20                         |
| 1953      | Josef Majer (Banik Kladno)                                          | 13                         |
| 1954      | Jiří Pešek (Sparta Praha)                                           | 15                         |
| 1955      | Emil Pažický (Jiskra Zilina)                                        | 19                         |
| 1956      | Milan Dvořák (Dukla Praha) Miroslav Wiecek (Banik Ostrava)          | 15                         |
| 1957/58   | Miroslav Wiecek (Banik Ostrava)                                     | 25                         |
| 1958/59   | Miroslav Wiecek (Banik Ostrava)                                     | 20                         |
| 1959/60   | Michal Pucher (Slovan Nitra)                                        | 18                         |
| 1960/61   | Ladislav Pavlovič (Tatran Presov) Rudolf Kučera (Dukla Praha)       | 17                         |
| 1961/62   | Adolf Scherer (RH Bratislava)                                       | 24                         |
| 1962/63   | Karol Petroš (Tatran Presov)                                        | 19                         |
| 1963/64   | Ladislav Pavlovič (Tatran Presov)                                   | 21                         |
| 1964/65   | Pavol Bencz (Jednota Trencin)                                       | 21                         |
| 1965/66   | Ladislav Michalík (Banik Ostrava)                                   | 15                         |
| 1966/67   | Jozef Adamec (Spartak Trnava)                                       | 21                         |
| 1967/68   | Jozef Adamec (Spartak Trnava)                                       | 18                         |
| 1968/69   | Ladislav Petráš (FK Dukla Banská Bystrica)                          | 20                         |
| 1969/70   | Jozef Adamec (Spartak Trnava)                                       | 16                         |
| 1970/71   | Zdeněk Nehoda (TJ Gottwaldov) Jozef Adamec (Spartak Trnava)         | 16                         |
| 1971/72   | Ján Čapkovič (Slovan Bratislava)                                    | 19                         |
| 1972/73   | Ladislav Józsa (Lokomotiva Kosice)                                  | 21                         |
| 1973/74   | Přemysl Bičovský (Union Teplice) Ladislav Józsa (Lokomotiva Kosice) | 17                         |
| 1974/75   | Ladislav Petráš (Inter Bratislava)                                  | 20                         |
| 1975/76   | Dušan Galis (VSS Kosice)                                            | 21                         |
| 1976/77   | Ladislav Józsa (Lokomotiva Kosice)                                  | 18                         |
| 1977/78   | Karel Kroupa (ZJS Brno)                                             | 20                         |
| 1978/79   | Zdeněk Nehoda (Dukla Praha) Karel Kroupa (ZJS Brno)                 | 17                         |
| 1979/80   | Verner Lička (Banik Ostrava)                                        | 18                         |
| 1980/81   | Marián Masný (Slovan Bratislava)                                    | 16                         |
| 1981/82   | Peter Herda (Slavia Praha) Ladislav Vízek (Dukla Praha)             | 15                         |
| 1982/83   | Pavel Chaloupka (Bohemians Praha)                                   | 17                         |
| 1983/84   | Verner Lička (Banik Ostrava)                                        | 20                         |
| 1984/85   | Ivo Knoflíček (Slavia Praha)                                        | 21                         |
| 1985/86   | Stanislav Griga (Sparta Praha)                                      | 19                         |
| 1986/87   | Václav Daněk (Banik Ostrava)                                        | 25                         |
| 1987/88   | Milan Luhový (Dukla Praha)                                          | 24                         |
| 1988/89   | Milan Luhový (Dukla Praha)                                          | 25                         |
| 1989/90   | Ľubomír Luhový (Inter Bratislava)                                   | 20                         |
| 1990/91   | Roman Kukleta (Sparta Praha)                                        | 17                         |
| 1991/92   | Peter Dubovský (Slovan Bratislava)                                  | 27                         |
| 1992/93   | Peter Dubovský (Slovan Bratislava)                                  | 24                         |